# Confine tra Francia e Suriname
Il confine tra la Francia e il Suriname descrive la linea di demarcazione tra i due stati. Ha una lunghezza di 510 km.

## Geografia

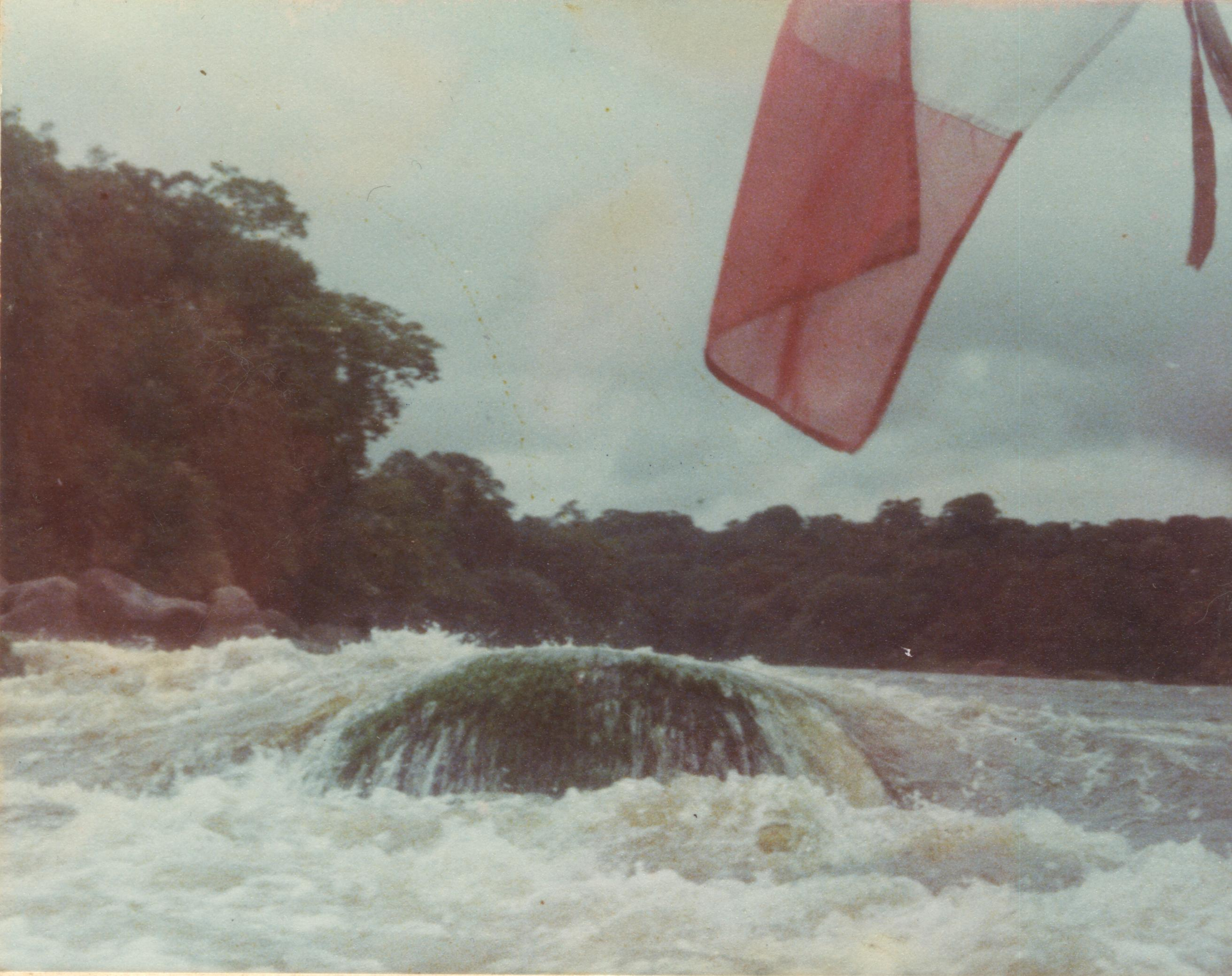
Il fiume Maroni nella valle di Grand-Santi.

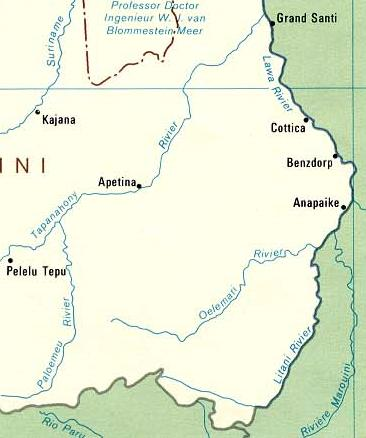
Il confine nella sua parte meridionale.

Il confine franco-surinamese si estende per 510 km, a ovest della Guyana francese e ad est del Suriname.
Inizia a nord, alla foce del fiume Maroni, al livello dell'Oceano Atlantico. Quindi sale sul corso del fiume verso sud, quindi segue il corso del Lawa alla sua confluenza con il Tapanahoni.
Alla confluenza dei fiumi Itany e Marouini, che formano il Lawa, la linea di confine è oggetto di un disaccordo tra i due paesi, poiché la Francia reclama che il limite segua il corso da Itany, mentre per il Suriname il Marouini.
Termina a sud nella triplice frontiera tra Brasile-Francia-Suriname da dove partono il confine tra il Brasile e il Suriname e il confine tra il Brasile e la Francia.

## Storia

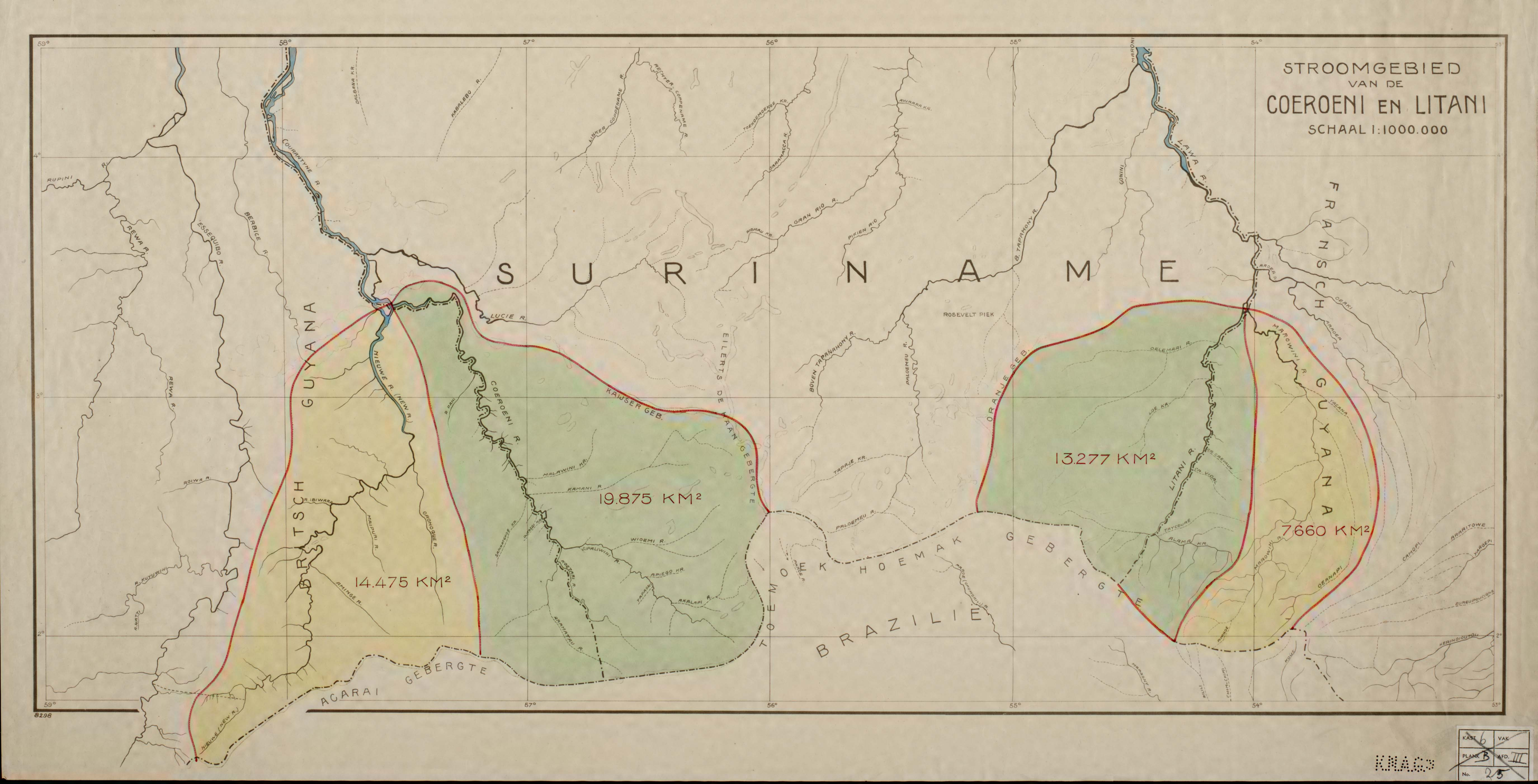
Controversie sul confine con il Suriname.

Il confine tra i due stati fu stabilito nel Maroni dal Trattato di Utrecht del 1713 (il Suriname era allora una colonia olandese). A causa dell'imprecisione del corso di questo fiume, nel 1891 fu emesso un arbitrato di Alessandro III di Russia che chiariva il limite, che secondo la sentenza dovrebbe seguire il Lawa a monte della sua confluenza con Il Tapanahoni.
Questo arbitrato non riconciliava completamente le due posizioni, pertanto, esiste ancora un'area di circa 6.000 km² in pratica controllata dalla Francia, ma rivendicata dal Suriname, tra i fiumi Itany e Marouini.